# Escala de comprimento
Em física, escala de comprimento é um comprimento ou distância particular determinado com a precisão de uma ordem (ou de poucas ordens) de magnitude. O conceito de escala de comprimento é particularmente importante porque fenômenos físicos de diferentes escalas de comprimento não podem afetar uns aos outros e são ditos desacoplados (dissociados). A desacoplamento de diferentes escalas de comprimento faz com que seja possível ter uma teoria auto-consistente, que descreva apenas as escalas de tempo relevantes para um dado problema. O reducionismo científico diz que as leis da física nas escalas de comprimento mais curto podem ser utilizadas para obter a descrição do efetivo em escalas de maior comprimento.
A ideia que se pode derivar as descrições da física em escalas de comprimento diferentes uma da outra pode ser quantificada com o grupo de renormalização.
Em mecânica quântica a escala de comprimento de um dado fenômeno é relacionado a seu comprimento de onda de de Broglie {\displaystyle \ell =\hbar /p} onde {\displaystyle \hbar } é a constante de Planck reduzida e {\displaystyle p} é o momento que está sendo sondado. Em mecânica relativística escalas de tempo e comprimento são relacionadas pela velocidade da luz. Em mecânica quântica relativística ou teoria de campos quânticos relativística, escalas de comprimento são relacionadas as escalas de momento, tempo e energia através da constante de Planck e a velocidade da luz. Frequentemente em física de alta energia unidades naturais são usadas onde escalas de comprimento, tempo, energia e momento dão descritas nas mesmas unidades (usualmente com unidades de energia tal como GeV).